# Neuhof, Hildesheim
Neuhof là một thị xã ở huyện Hildesheim trong bang Niedersachsen, Đức. Đô thị Neuhof, Hildesheim có diện tích 10,3 km², dân số thời điểm ngày 31 tháng 12 năm 2003 là 476 người.